# Peták István (orvos)
Peták István (Szolnok, 1971. május 28. –) magyar orvos, molekuláris farmakológus.

## Családja
Peták István Szolnok városában született Peták István és Holló Gizella gyermekeként. Házas, két gyermek édesapja. Angolul és olaszul beszél, az előbbit tárgyalási szinten, az olaszt középfokon. Kedvenc időtöltése a sziklamászás és a kirándulás.

## Életpályája
1995-ben általános orvosi diplomát, 2000-ben PhD fokozatot szerzett a Semmelweis Egyetemen. 1997-ben DAAD Ösztöndíjas (Aachen, Németország). 1998-tól 2002-ig Fulbright Ösztöndíjas kutató az Egyesült Államokban, a St. Jude Children’s Research Hospital (Memphis, TN) molekuláris farmakológiai osztályán. 2002-ben Magyary Zoltán Ösztöndíjjal tért haza. 2003-ban társalapítója a KPS Orvosi Biotechnológiai Kft-nek. 2004-től 2010-ig a Semmelweis Egyetem I. Patológiai és Kísérleti Rákkutató Intézetének, majd 2010-től a Semmelweis Egyetem Orvosi Vegytani, Molekuláris Biológiai és Patobiokémiai Intézet, MTA Patobiokémiai munkacsoportjának tudományos főmunkatársa. 2005-től a Racionális Hatóanyagtervező Laboratórium Kooperációs Kutatóközpont tudományos igazgatója. 2006-tól a Magyar Biotechnológiai Szövetség tudományos és bioetikai szakbizottságának elnöke. 2012-től a KPS Diagnosztika Zrt. tudományos igazgatója. Kutatási területe a molekulárisan célzott daganatellenes gyógyszerek hatásmechanizmusának vizsgálata, valamint a személyre szabott alkalmazásukhoz szükséges molekuláris diagnosztikai módszerek fejlesztése. Munkája hozzájárult a molekuláris orvostudományi kutatások gyakorlati hasznosításához a daganatos betegek kezelésében. 58 tudományos közlemény, többek között 2010-ben a Nature Reviews Drug Discovery felkért szerzője.

## Munkahelyek
| Intézmény | Beosztás                                                            | Évszám-Évszám |
| --- | ------------------------------------------------------------------- | ------------- |
| Oncompass Medicine Zrt.                                                                                              | Alapító/Tudományos Igazgató/Vezérigazgató                           | 2016-         |
| University of Illinois at Chicago (UIC), Department of Biopharmaceutical Sciences                                    | Adjunct Associate Professor                                         | 2016-         |
| Semmelweis Egyetem, Farmakológiai és Farmakoterápiás Intézet                                                         | Tudományos Tanácsadó                                                | 2016-         |
| Semmelweis Egyetem Orvosi Vegytani, Molekuláris Biológiai és Patobiokémiai Intézet, MTA Patobiokémiai munkacsoportja | Tudományos Főmunkatárs, Jelátviteli Terápia kutatócsoport           | 2010-2016     |
| Semmelweis Egyetem I. Patológiai és Kísérleti Rákkutató Intézet                                                      | Tudományos Főmunkatárs, a Molekuláris Terápia Laboratórium vezetője | 2004-2010     |
| Semmelweis Egyetem, Racionális Hatóanyagtervező Laboratórium Kooperációs Kutatóközpont                               | Tudományos Igazgató                                                 | 2005-2015     |
| KPS Orvosi Biotechnológiai és Egészségügyi Szolgáltató Kft. (www.kps.hu)                                             | Alapító/Tudományos Igazgató                                         | 2003-2016     |
| Semmelweis Egyetem I. Patológiai és Kísérleti Rákkutató Intézet                                                      | Magyary Zoltán Posztdoktori Ösztöndíjas                             | 2002-2004     |
| St. Jude Children's Research Hospital, Memphis, USA                                                                  | Fulbright Ösztöndíjas, Posztdoktori kutató                          | 1998-2002     |
| Semmelweis Egyetem I. Patológiai és Kísérleti Rákkutató Intézet                                                      | PhD Hallgató                                                        | 1995-1998     |

## Ösztöndíjak
- Magyary Zoltán Posztdoktori Ösztöndíj, Semmelweis Egyetem (2002-2004)
- Fulbright Ösztöndíj St. Jude Children's Research Hospital, USA (1998)
- DAAD (German Academic Exchange Service) Műszaki Egyetem, Aachen, Németország (1997)
- Ph.D. Ösztöndíj (1995-1997) Semmelweis Egyetem, Budapest
- TEMPUS Ösztöndíj Pármai Egyetem, Olaszország (1995)
- TEMPUS Ösztöndíj "Jule Verne" Egyetem, Amiens, Franciaország (1994)

## Szakmai tevékenység, szakmai érdeklődési terület
„Az alapkutatási érdeklődési területem a sejtek túlélését és programozott sejthalálát (apoptózis) szabályozó molekuláris jelátviteli mechanizmusok vizsgálata. A daganatsejtek életképességét fokozó növekedési faktor receptorok és jeltovábbító fehérjéi ugyanúgy nagyon fontos célpontot jelentenek az új daganatellenes szerek számára, mint a daganatsejt programozott halálát beindító jeltovábbítási utak. Ezek tanulmányozása révén olyan molekuláris szintű elváltozásokat ismerhetünk meg, amelyek kimutatása egy adott daganat esetén előre jelezheti a gyógyszer hatásosságát. Ez az ismeret már a gyakorlatban is alkalmazható a személyre szabott terápia megtervezésében. A rezisztencia okainak ismerete pedig új, hatékonyabb gyógyszerek fejlesztését teszi lehetővé. Az alkalmazott kutatás-fejlesztési törekvéseim célja, hogy a már kifejlesztett, vagy legalább klinikai fejlesztés alatt álló célzott gyógyszerek már ma eljussanak azokhoz a betegekhez akiknél azok a legnagyobb valószínűséggel hatásosak. Ennek érdekében molekuláris diagnosztikai módszereket és bioinformatikai szolgáltatásokat fejlesztenünk munkatársaimmal”- írta Dr. Peták István.
A Dr. Peták István által alapított Oncompass bostoni spin-off vállalata, a Forbes 2023-as startup listáján is szereplő Genomate Health cég alapító tagja lett Joe Biden amerikai elnök CancerX programjának.

## Fontosabb tudományos közleményei
- Peták I, Schwab R, Orfi L, Kopper L, Kéri G. Integrating molecular diagnostics into anticancer drug discovery. Nat Rev Drug Discov. 2010 Jul;9(7):523-35. IF 29,059
- Pinter F, Papay J, Almasi A, Sapi Z, Szabo E, Kanya M, Tamasi A, Jori B, Varkondi E, Moldvay J, Szondy K, Keri G, Dominici M, Conte P, Eckhardt S, Kopper L, Schwab R, Petak I. Epidermal growth factor receptor (EGFR) high gene copy number and activating mutations in lung adenocarcinomas are not consistently accompanied by positivity for EGFR protein by standard immunohistochemistry. J Mol Diagn. 2008 Mar;10(2):160-8.
- Varkondi E, Pinter F, Robert K, Schwab R, Breza N, Orfi L, Keri G, Petak I.Biochemical assay-based selectivity profiling of clinically relevant kinase inhibitors on mutant forms of EGF receptor. J Recept Signal Transduct Res. 2008;28(3):295-306
- Barti-Juhasz H, Mihalik R, Nagy K, Grisendi G, Dominici M, Petak I. Bone marrow derived mesenchymal stem/stromal cells transduced with full length human TRAIL repress the growth of rhabdomyosarcoma cells in vitro. Haematologica. 2011 Mar;96(3):e21-2.
- Watson CJ, O'Kane H, Maxwell P, Sharaf O, Petak I, Hyland PL, O'Rouke D, McKnight J, Canning P, Williamson K.Identification of a methylation hotspot in the death receptor Fas/CD95 in bladder cancer. Int J Oncol. 2012 Mar;40(3):645-54.
- Schwab R, Micsik T, Szokolóczi O, Schafer E, Tihanyi B, Tihanyi T, Kupcsulik P, Diófalvi K, Mersich T, Besznyak I Jr, Zarand A, Mihalik R, Sarkadi B, Kéri G, Pap A, Jakab F, Kopper L, Petak I. Functional evaluation of multidrug resistance transporter activity in surgical samples of solid tumors. Assay Drug Dev Technol. 2007 Aug;5(4):541-50.
- Nagy K, Székely-Szüts K, Izeradjene K, Douglas L, Tillman M, Barti-Juhász H, Dominici M, Spano C, Luca Cervo G, Conte P, Houghton JA, Mihalik R, Kopper L, Peták I. Proteasome inhibitors sensitize colon carcinoma cells to TRAIL-induced apoptosis via enhanced release of Smac/DIABLO from the mitochondria. Pathol Oncol Res. 2006; ;12(3):133-42
- Schwab R, Pinter F, Moldavy J, Papay J, Strausz J, Kopper L, Keri G, Pap A, Petak I, Oreskovich K, Mangel L.Amplification and mutation of the epidermal growth factor receptor in metastatic lung cancer with remission from gefitinib.  J Clin Oncol. 2005 Oct 20;23(30):7736-8
- Petak I, Danam RP, Tillman DM, Vernes R, Howell SR, Berczi L, Kopper L, Brent TP, Houghton JA. Hypermethylation of the gene promoter and enhancer region can regulate Fas expression and sensitivity in colon carcinoma. Cell Death Differ. 2003 Feb;10(2):211-7. IF: 5.701
- Petak I, Vernes R, Szucs KS, Anozie M, Izeradjene K, Douglas L, Tillman DM, Phillips DC, Houghton JA. A caspase-8-independent component in TRAIL/Apo-2L-induced cell death in human rhabdomyosarcoma cells. Cell Death in Human Rhabdomyosarcoma Cells. Cell Death Differ. 2003 Jun;10(6):729-39. IF: 5.701
- I Petak, DM Tillman, FG Harwood, R Mihalik, JA Houghton: Fas –dependent and –independent mechanisms of cell death following DNA damage in human colon carcinoma cells. Cancer Research, 2000 May 15;60(10):2643-50. IF: 8.46
- I Petak, L Douglas, DM Tillman, R Vernes, JA Houghton : Pediatric Rhabdomyosarcoma Cell Lines are Resistant to Fas- and highly sensitive to TRAIL- induced Apoptosis. Clin Cancer Res. 2000 Oct;6(10):4119-27. IF: 4.643
- I Petak, DM Tillman, JA Houghton: P53-dependence of Fas induction and acute apoptosis in response to 5-fluorouracil-leucovorin in human colon carcinoma cell lines Clin Cancer Res. 2000 Nov;6(11):4432-41. IF: 4.643
- FG. Harwood, S Kasibhatla, I Petak, R Vernes, DR. Green and JA. Houghton: Regulation of FasL by NF-B and AP-1 in Fas-dependent thymineless death of human colon carcinoma cells. J Biol Chem. 2000 Apr 7;275(14):10023-9. IF: 7.368
- I Petak, R Mihalik, PI Bauer, H Suli-Vargha, A Sebestyen, L Kopper: BCNU is a caspase-mediated inhibitor of drug-induced apoptosis. Cancer Research, 1998 Feb 15;58(4):614-8 IF:8.37
- DM Tillman, I Petak, JA Houghton: A Fas-dependent component in 5-fluorouracil/leucovorin-induced cytotoxicity in colon carcinoma cells. Clin Cancer Res 1999 Feb;5(2):425-30 IF: 3.442
- A Marton, R Mihalik, A Bratincsak, V Adleff, I Petak, M Vegh, P I Bauer, P Krajcsi: Apoptotic cell death induced by inhibitors of energy conservation. European J. Biochemistry, 250, 467-475, 1997. IF: 3.442

## Díjak
- Gábor Dénes-díj (2012)
- Informatikai Innovációs Díj (2019)
- A "Jövő Unikornisa" díj a Digital Europe versenyén (2021)